# Igreja de Santo António dos Frades Capuchos
A Igreja de Santo António dos Frades Capuchos é uma igreja situada na vila de Ponte de Lima, em Portugal. A igreja estava integrada no antigo Convento de Santo António, um convento franciscano capucho do qual resta apenas uma das alas no lado direito da igreja. O edifício é adjacente à Igreja da Ordem Terceira de São Francisco, construída posteriormente e com a qual partilha o adro.
O convento foi fundado em 1481 por bula do papa Sisto IV. Ao longo dos séculos o edifício foi alvo de sucessivas intervenções e ampliações. Em meados do século XVIII o conjunto monástico foi alvo de uma reforma profunda. São dessa data a atual fachada e coro-alto, e a construção do adjacente Convento e Igreja da Ordem Terceira de São Francisco. Grande parte da área conventual foi demolida entre finais do século XVIII e meados do século XIX. Em 1978 foi instalado no edifício o Museu dos Terceiros, com obras de arte sacra. Faz parte de um conjunto de pastrimónio homologado em 1974 como Imóvel de Interesse Público.